# Олександр Горшковозов
Олександр Олегович Горшковозов (укр. Олександр Олегович Горшковозов; Луганск, 18. јул 1991) елитни је украјински скакач у воду. Његова специјалност су синхронизовани скокови са даске са висине од 3 метра и са торња са висине од 10 метара.
Његови најзначајнији резултати у каријери су сребрна медаља на светском првенству 2015. у Казању у мешовитој екипној конкуренцији (у тиму са Јулијом Прокопчук), те бронза са светског првенства 2011. у Шангају у синхронизованим скоковима са торња. Био је у олимпијском тиму Украјине на Летњим олимпијским играма 2012. у Лондону.